# Sandy Allen
Sandy Allen (ur. 18 czerwca 1955 w Chicago, zm. 13 sierpnia 2008 w Shelbyville) – Amerykanka, która w chwili śmierci była najwyższą kobietą na świecie.
Jest autorką książki pt. Cast A Giant Shadow, a od 1976 roku posiadała rekord świata w kobiecym wzroście wynoszący 232 cm, z wpisem do Księgi Rekordów Guinnessa.
Jej anormalny wzrost był spowodowany nowotworem przysadki mózgowej, w wyniku którego doszło do niekontrolowanego uwalniania hormonu wzrostu – między 200 a 1 000 razy częściej niż zwykle. W wieku 22 lat przeszła operację mózgu, która pozwoliła na częściowe zahamowanie wzrostu i ograniczyła w pewnym stopniu dalsze problemy medyczne związane z gigantyzmem.
Wystąpiła w nagrodzonym Oscarem filmie produkcji włoskiej Il Casanova di Federico Fellini (polski tytuł – Casanova Federico Felliniego), w telewizyjnej produkcji Side Show oraz w kanadyjsko/amerykańskim filmie dokumentalnym Being Different. Nowozelandzka grupa muzyczna Split Enz dedykowała jej piosenkę Hello Sandy Allen, która została wydana na ich albumie Time and Tide w 1982 roku.
W ostatnich latach życia poruszała się na wózku inwalidzkim, gdyż jej nogi nie wytrzymywały ciężaru ciała. Później dodatkowo, gdy wskutek choroby leżała w łóżku i nie poruszała się, wskutek bezczynności nastąpił zanik mięśni.
Zmarła w wieku 53 lat 13 sierpnia 2008 roku, w Domu Seniora w Shelbyville w stanie Indiana, w tym samym, w którym mieszkała Edna Parker, jedna z najstarszych kobiet na świecie (zm. 26 listopada 2008 r. w wieku 115 lat i 220 dni).